# Qarakhanides
840–1212
Entités précédentes :
- Ouïghours
- Samanides

Entités suivantes :
- Khwârezm-Shahs

Les Qarakhanides ou Karakhanides (turc Karahanlılar) sont une dynastie de Transoxiane d’origine turque qui régna entre 840 et 1212 en Asie centrale.
Leur langue administrative est le chinois médiéval, leur langue de poésie est le persan, et leur langue littéraire est le karakhanide (en), de la famille des anciennes langues turciques.

## Étymologie
Le nom de la dynastie, « Qarakhan », dérive du nom de combat d’Idat Shad, qui en 681 lutta contre les Chinois de la Dynastie Tang (618 — 907) sous le nom de Qarakhan, Prince (ou roi, khan) noir (qara).

## Histoire
Les Qarakhanides proviennent du peuple des Karlouks qui, au VIIIe siècle, font partie du Khaganat ouïgour, centré autour de l'actuelle Mongolie et s'installent par la suite en Kachgarie. 
En 840, les Karlouks, et avec eux les futurs Qarakhanides, gagnent leur indépendance lors de la chute du Khaganat ouïgour avec l'invasion kirghize. Ils ont pour premier prince Kül-Bilge Qara-Khan (règne 850 — 880). 
Le royaume des Qarakhanides constitue, selon les anciennes traditions turques, un double khanat, où l’Est est gouverné par le grand khan (khagan ou qagan) qui réside à Kara Ordu (horde noire ?) et l’Ouest par un khan associé installé à Kuz Ordu. Ce royaume dirige formellement une masse de populations turques ou des fractions d’autres peuples turciques : 
Basmil, Tcharuk, On-Oq, Türgesh, Tabghach et Tchigil par exemple. 
En 934, les Qarakhanides dirigés par le Sultan Satuq Bughra Khan ou Satuq Bughra Qara-Khan 'Abd al-Karim (règne 920-956) se convertissent à l’Islam. Sous le règne de Harun Ier (982 – 993), les Qarakhanides prennent en 992 Boukhara aux Samanides. Sous le règne de ses successeurs, les Qarakhanides achèvent la conquête de la Transoxiane et le renversement des Samanides jusqu’en 999. 
L’expansion dans le Khorassan persan est cependant empêchée par les Ghaznévides d’origine turque. Après leur défaite face aux Seldjoukides (1040), ces derniers représentent les adversaires les plus dangereux des Qarakhanides.
En 1041, le royaume unitaire est définitivement divisé en un royaume occidental et un royaume oriental. 

### Le royaume occidental
Dans le royaume occidental (Transoxiane), dont la capitale était Boukhara, déplacée en 1042 à Samarcande, il y a sous les règnes d’Ibrahim Ier (1038 – 1067) et de Nasr Ier (1067 – 1080) une situation stable qui encourage le commerce avec la Chine par la Route de la soie et améliore le bien-être économique du royaume. 
À cette époque, les attaques des Seldjoukides peuvent être repoussées. Mais, en 1089, ceux-ci vainquent les Qarakhanides du royaume occidental sous le règne d’Ahmad Ier (1081 – 1095) et occupent Boukhara et Samarcande. Ahmad Ier ne peut assurer son pouvoir qu’avec le soutien des Seldjoukides et la reconnaissance de leur souveraineté. Par la suite, les khans du royaume occidental sont intronisés et déposés par les Seldjoukides. Malgré cette sujétion, les Qarakhanides de Transoxiane développent une intense activité architecturale. Ainsi, sous Muhammad II (1102 – 1130), on érige entre autres le minaret de Kalyan et la citadelle de Boukhara.
En 1141, les Qarakhanides doivent reconnaître la souveraineté des Kara-Khitans et, à partir de 1180, celle des Khwârazm-Shahs ou Khorezmiens. Ces derniers déposent en 1212 le dernier khan des Qarakhanides, Ulugh Sultan Uthman (1200 – 1212).

### Le royaume oriental
Le royaume oriental de Kachgarie peut également affirmer sa position malgré la partition. Après une situation stable sous Abu Chudja Arslan (1032 – 1057) et Tughril Ier (1056 – 1075) comme dans le royaume occidental, Harun II (1075 – 1102) doit certes reconnaître la souveraineté der Seldjoukides, mais ceux-ci ne peuvent exercer autant d’influence que dans le royaume occidental. À cette époque, Balasagun, résidence du roi oriental, est un centre de culture turco-musulmane. On y édite entre autres un "miroir du prince" turc, le Qutadghu Bilig de Yusuf Khass Hadjib et une encyclopédie turque, le Diwân lughât at-Turk (« Recueil des langues turques ») de Mahmud al-Kashgari.
Mais le déclin du royaume oriental commence en 1128 quand les Kara-Khitans sont appelés dans le pays pour combattre des nomades révoltés. Bientôt, ils vainquent aussi les Qarakhanides et occupent de grandes portions du pays, si bien que le royaume oriental ne peut plus se maintenir qu’autour de Kachgar, où les Qarakhanides sont déposés en 1211 par les Khwârazm-Shahs.

## Liste des rois Qarakhanides jusqu’en 1040
- Kül-Bilge Qara-Khan (850-880)
- Kazir Khan (880?-910)
- Satuq Bughra Qara-Khan 'Abd al-Karim (920-956)
- Musa Bughra Khan (956-958)
- Sulayman Ier Arslan Khan (958-970?)
- 'Ali Arslan Khan (970-998)
- Ahmad Ier Arslan Toghan Khan (998-1017)
- Mansur Arslan Khan (1017-1024)
- Ahmad II Toghan Khan (1024-1026)
- Yusuf Ier Qadir Khan (1026-1032)
- Sulayman II Arslan Khan (1032-1040 ; 1040-1056 Khagan du royaume oriental)

À partir de 1040, trois lignées parallèles de la dynastie se formèrent : 
- Kuz Ordu et Kachgar (royaume oriental),
- Boukhara et Samarcande (royaume occidental) et
- le petit khaganat du Ferghana.

### Royaume occidental (Transoxiane)
- Muhammad Ier `Ayn ad-Dawla (1041-1052)
- Ibrahim Ier Böritigin Tamghach Khan (1052-1068)
- Nasr Ier (1068-1080), au pouvoir lorsque Omar Khayyam séjourna à Samarcande (1072-1074)
- Khidr (1080-1081)
- Ahmad Ier (1081 – 1089)
- Masud Ier (1089-1095)
- Sulayman (1095-1097)
- Mahmud Ier (1097-1099)
- Jibrail (1099-1102)
- Muhammad II (1102 – 1129)
- Nasr II (1129-1129)
- Ahmad II (1129-1130)
- Hasan (1130-1132)
- Ibrahim II (1132-1132)
- Mahmud II (1132-1141)
- Ibrahim III] (1141-1156)
- Ali (1156-1161)
- Masud II (1161-1178)
- Ibrahim IV (1178- ?)
- Ulugh Sultan Uthman (1200 – 1212), tué par les Khwârazm-Shahs

### Royaume oriental (Kachgarie)
- Sulayman II Arslan Khan (1032-1040 dans tout le royaume ; 1040-1056 Khagan du royaume oriental)
- Muhammad Ier (1056-1057)
- Ibrahim Ier (1057-1059)
- Mahmud (1059-1074)
- Umar (1074-1075)
- Hasan ou Harun (1075-1103)
- Ahmad ou Harun (1103-1128)
- Ibrahim II (1128-1158)
- Muhammad II (1158-?)
- Yusuf II (?- ?)
- Muhammad III (?-1211), renversé par les Khwârazm-Shahs.

## Généalogie
- Kül-Bilge Qara-Khan, (v.810 - ap.840), Khagan en 840;
  - Oghulchak Khan, (v.835 - 893), Khagan;
  - Bazir Arslan Khan, (v.860 - 920), Khagan en 893;
    - Sultan Satuq Bughra Khan, (v.895 - 955), Khagan en 920;
      - Musa Baytash Khan, (v.920 - ap.971), Khagan de 955 à 958;
        - Büwi Maryam, (v.940 - ?)
        - Ali Arslan Khan, (v.940 - 998), Khagan en 958;
          - Nasr Khan,
          - Ahmad Toghan Khan, (v.970 - 1017), Khagan en 998;
          - Mansur Arslan Khan, (v.975 - 1024), Khagan en 1017;
          - Muhammad,
          - Jafar Tegin.

      - Sulayman Khan;
        - Hasan ibn Sulayman, (v.950 - 8/992);
          - Yusuf Kadir Khan, (? - ap.992);
          - Ali-Tegin, (v.980 - 1034), Khan en 1020;
          - Muhammad Toghan Khan,
          - Shihab ud-Dawla Suleyman,
          - Adod ud-Dawla Husayn